# Dianina společnost
Dianina společnost je jeden z názvů pro noční shromáždění žen vedených tajemnou bohyní, často identifikovanou s Dianou, která se objevují ve středověkých pramenech z jižní a západní Evropy, především pak z Itálie. Tato údajná shromáždění obsahují několik typických prvků, jako je konání v určité dny, překonávání velkých vzdáleností skrze let na hřbetech zvířat, pobyt ve společnosti zvířat, pojídání zvířat a jejich následné kříšení, pití vína v domech a močení do prázdných sudů, a učení se kouzlům a různým tajemstvím. Tyto aktivity jsou často spojeny s adjektivem „dobrý“, mluví se o nich tak o jako o „dobrých věcech“, bohyně je zvána „dobrou paní“ a její následovnice „dobrými lidmi“. Dianina společnost ve velké míře předznamenává raně novověký obraz čarodějnického sabatu, ale středověcí autoři tato shromáždění zpravidla považovali za pouhé pověrečné fantazie prostých žen, nikoliv za výpovědi o reálných aktivitách.
Historik Carlo Ginzburg se domnívá, že obraz nočních shromáždění vychází z autentických výpovědí a odráží předkřesťanské a šamanistické představy. Tyto výpovědi ale byly deformovány pohledem kněží, nejvýraznějším příkladem je použití jména Diana, zjevně kleriky užité jako citace klasické a biblické tradice. Připomíná také, že některé představy blízké obrazu Dianiny společnosti se objevují ve výpovědích furlánských benandantů, výpovědi o královně víl údajných skotských čarodějnic, okcitánského armiera Armauda Gélise nebo livonského vlkodlaka Thiesse. Kromě toho s tímto fenoménem spojuje různé bitvy za plodnost bojované v transu, například jihoslovanskými kresniki, nebo převlékání koledníků za zvířata během vánočního dvanáctidenní, a víru v divoký hon. Příbuznou představou může být také víra v babice, starohornoněmecky zvané hagazussa , „sedící na plotě“,  ženské lidožravé duchy létající za nocí.

## Prameny
Nejstarší svědectví o noční bohyni a jejích následovnicích pochází z textu Canon Episcopi, který zařadil kolem roku 906 do souborů instrukcí pro biskupy opat Reginon z Prümu. Později se objevil v mnoha knihách kanonického práva a výrazně ovlivnil středověké chápání čarodějnictví a magie. V Canon Episcopi se uvádí, že některé  „bezbožné ženy“ se stávají, svedeny iluzemi démonů, následovnicemi Satana a tvrdí, že za určitých nocí cválají na zvířatech s Dianou, jejich paní. Biskup Burchard z Wormsu tento text citoval zhruba o sto let později ve svém spise Decretum a přidal k Dianě alternativní jméno: Herodiada. Na jiných místech svého díla uvádí dav démonů proměněných v ženy, které lidské ženy následují, zvaný Hilda, překonávání nesmírných vzdáleností, kanibalismus a následné kříšení obětí, bojování mezi mraky a kouzla vzbuzující lásku i nenávist. Jak ve starší, Reginonově, verzi, tak u Burcharda jsou tyto vyjížďky a shromáždění chápána jako čistě imaginární, jako iluze vyvolaná démony, a proto bylo ženám, které věří v to, že se jich účastní, ukládáno pouze pokání.
V inkvizičních aktech a rozsudku milánský inkvizitor fra Beltramino da Cernuscullo v roce 1390 zmiňuje dvě ženy, které se účastnily „her Diany“, přičemž samy však danou postavu nazývaly „madona Horiente“. Sibillia, první z žen, měla od mládí docházet každý čtvrtek na setkání s Horientou a její společností, přičemž přítomny byly všechny druhy zvířat, s výjimkou oslů, kteří nesou kříž. Madona měla odpovídat na různé otázky a věštit budoucnost. V její přítomnosti se nikdy nejmenoval Bůh, ale žena nevěřila, že docházet na shromáždění je hřích. Pierrina, druhá ze žen, vypověděla, že společnosti se říkalo bona gens, „dobří lidé“, a že kromě oslů chyběli i vlci. Shromáždění podle ní také chodilo po domech, především bohatých, kde jedli a pili a těm, co měli pěkně uklizeno Horienta požehnala. Členy společnosti také poučovala o vlastnostech bylin, kouzlech k nalézání věcí a o tom, jak zahánět kouzla zlá. Byla také schopna vrátit život snědeným zvířatům sesbíráním jejich kostí, uložením v kůži a poklepáním svou holí; ta však pak nemohla pracovat. V rozporu s postojem prosazovaným v Canon Episcopi inkvizitor tvrdil, že Pierrina na shromáždění skutečně byla a také, snad po podrobení mučení, že byl přítomen i duch jménem Licifello, kterému dala trochu své krve na potvrzení dohody o podrobení. Od Canon Episcopi se liší i některé další prvky: jméno bohyně a chybí jízda na zvířatech, což činí pravděpodobným, že obraz v textu se objevují, není od staršího prostě odvozen.
Ve francouzské alegorické básni Román o růži z 13. století se hovoří o tom, jak sorcerers upadají do transu a jejich duše putuje s Paní hojnosti. V kázání Mikuláše Kusánského z roku 1457 se objevuje svědectví o procesu z Brixenu v Jižních Tyrolech, jehož akta byla ztracena. Naráží se v něm na biblický verš, kde Satan pokouší Krista: „Budeš-li se mi klanět, bude to všechno tvé.” (Lukáš, 4,7) a mluví o třech stařenách z Val di Fassa, které se doznaly k členství v Dianině společnosti, respektive v jejich vlastních slovech ve společnosti postavy zvané bona domina „dobrá paní“.

## Dobrá paní a dobrá společnost
Bohyně, která předsedá nočním shromážděním se v pramenech objevuje pod různými jmény, která jsou převzata jak z klasické (Diana, Fortuna), biblické (Herodiada) i germánské (Holda, Perchta) tradice. Další z jmen odkazují na bohatství (Abundia, Richella) nebo dobro (Bensozia, Bona Domina). Ginzburg připomíná že přízviska „dobrá bohyně“ či „mírná bohyně“ byla ve starověku dávána Hekaté, která byla spojována s čarodějnictvím a nocí. Podobné je také římské jméno Bona Dea, „dobrá bohyně“.
Mezi zaznamená jména patří:
- Herodiada či Herodias, manželka Héróda Antipy a matka Salome (Burchard z Wormsu; koncil v Trevíru v roce 1310)
- Abundia „Hojná“ (Guillaume d'Auvergne, polovina 13. století) Habonda (Román o růži, 13. století)
- Bensozia, nejspíše zkomolené Bona Socia, „Dobrá společnost“ (akta diecézního koncilu, provincie Couserans, francouzské Pyreneje, 1280)
- bona domina „dobrá paní“ (Mikuláš Kusánský, kazání z Brixenu, 1457)
- Fortuna (Mikuláš Kusánský, kázání z Brixenu , 1457)
- Perchta „Zářivá, Jasná“, postava z folklóru německy mluvících oblastí Alp
- Richella, nejspíše překlad jména Abudia či Satia (Mikuláš Kusánský, kazání z Brixenu , 1457)
- Holda, postava z německého folklóru
- Madona Horiente (inkviziční akta, Milán, 1390)
- paní dobré hry
- moudrá Sibilla